# Попадание ракеты в жилой дом в Броварах
Попадание ракеты в жилой дом в Броварах (на Украине также распространено название «Броварская катастрофа»; укр. «Броварська катастрофа») — чрезвычайное происшествие, произошедшее 20 апреля 2000 года, когда в 9-этажный жилой дом в городе Бровары (Киевская область) попала ракета «Точка-У» класса «земля-земля», запущенная с Гончаровского полигона в Черниговской области. В результате 3 человека погибли, 5 получили ранения.
Министерство обороны Украины до 23 апреля 2000 года отказывалось признать, что именно ракета, выпущенная украинскими военными, попала в жилой дом, утверждая, что ракета поразила запланированную цель.

## Ход событий

### 20 апреля
В 15.05 на Гончаровском военном полигоне (Черниговская область) был произведён учебный запуск ракеты класса «земля-земля» ракетного комплекса «Точка-У». Запуск был осуществлён в ходе плановых оперативно-тактических учений ракетной бригады Северного оперативного командования.
В 15.10 в подъезде жилого дома в городе Бровары произошёл взрыв в результате попадания ракеты. Три человека погибли, пятеро получили ранения.

### 21 апреля
Начальник группы информации пресс-службы Минобороны Украины Игорь Халявинский, комментируя информацию, что причиной взрыва в Броварах могло стать попадание ракеты, заявил, что 20 апреля Вооружённые силы Украины произвели один пуск, который проводился в 130 км от Броваров. По словам Халявинского, через 2 минуты после запуска ракета попала в запланированную цель, расположенную в 30 км от точки пуска, такие данные зафиксировала группа контроля.
Сотрудник центра общественных связей управления МВД в Киевской области заявил, что «судя по всему, это был умышленный взрыв». Он добавил, что не подтверждается версия о попадании в дом ракеты.

### 23 апреля
Вечером начальник ракетных войск и артиллерии Сухопутных войск Украины Владимир Терещенко признал, что в дом в Броварах попала ракета комплекса «Точка-У». Отвечая на вопрос, почему на протяжении нескольких дней после происшествия Минобороны Украины не признавало, что именно ракета попала в дом, Терещенко сказал, что «было много сомнений». По его словам, ракета в результате попадания превращается в осколки и «доказать сразу, что это была ракета — трудно. Только несколько небольших кусков подтверждают и дают нам право и уверенность понять, что это — наша ракета, запущенная с полигона».